# Liste der belgischen Abgeordneten zum EU-Parlament (1979–1984)
Die Liste der belgischen Abgeordneten zum EU-Parlament (1979–1984) listet alle belgischen Mitglieder des 1. Europäischen Parlaments nach der Europawahl in Belgien 1979.

## Mandatsstärke der Parteien
- SOC: 7
- LD: 4
- NI: 2
- CDI: 1
- EVP: 10

| Nationale Partei                                                                    | Mandate           | Fraktion                                    |
| ----------------------------------------------------------------------------------- | ----------------- | ------------------------------------------- |
| Christen-Democratisch en Vlaams (CVP)                                               | 07                | Fraktion der Europäischen Volkspartei (EVP) |
| Christlich Soziale Partei (CSP)                                                     | 03                | Fraktion der Europäischen Volkspartei (EVP) |
| Parti Socialiste (PS)                                                               | 04                | Sozialdemokratische Fraktion (SOC)          |
| Belgische Socialistische Partij (BSP), 000Socialistische Partij (SP) (ab 1980)      | 03                | Sozialdemokratische Fraktion (SOC)          |
| Parti Réformateur Libéral (PRL)                                                     | 02                | Liberale und Demokratische Fraktion (LD)    |
| Partij voor Vrijheid en Vooruitgang- 000Parti de la Liberté et du Progrès (PVV-PLP) | 02                | Liberale und Demokratische Fraktion (LD)    |
| Front démocratique des francophones (FDF)                                           | 02                | Fraktionslose Abgeordnete (NI)              |
| Front démocratique des francophones (FDF)                                           | 01 (ab Dez. 1981) | Fraktionslose Abgeordnete (NI)              |
| Front démocratique des francophones (FDF)                                           | 01 (ab Dez. 1981) | CDI                                         |
| Volksunie (VU)                                                                      | 01                | Technische Fraktion der Unabhängigen (CDI)  |
| Gesamt                                                                              | 24                |                                             |

## Abgeordnete
| Bild | Name                      | Lebens- daten | von               | bis               | Partei  | Fraktion | Anmerkungen                                |
| ---- | ------------------------- | ------------- | ----------------- | ----------------- | ------- | -------- | ------------------------------------------ |
|      | Raphaël Chanterie         | 1942          | 31. Januar 1982   | 23. Juli 1984     | CVP     | EVP      | Nachgerückt für Paul De Keersmaeker        |
|      | Marcel Colla              | 1943          | 17. Juli 1979     | 31. Januar 1982   | BSP/SP  | SOC      | Nachrücker: Marijke Van Hemeldonck         |
|      | Maurits Coppieters        | 1920–2005     | 17. Juli 1979     | 12. Februar 1981  | VU      | CDI      | Nachrücker: Jaak Vandemeulebroucke         |
|      | Lambert Croux             | 1927–2020     | 17. Juli 1979     | 23. Juli 1984     | CVP     | EVP      |                                            |
|      | André Damseaux            | 1937–2007     | 17. Juli 1979     | 23. Juli 1984     | PRL     | LD       |                                            |
|      | Willy De Clercq           | 1927–2011     | 17. Juli 1979     | 17. Dezember 1981 | PVV-PLP | LD       | Nachrücker: Jeanne Pauwelyn                |
|      | Karel De Gucht            | 1954          | 21. Mai 1980      | 23. Juli 1984     | PVV-PLP | LD       | Nachgerückt für Herman Vanderpoorten       |
|      | Paul De Keersmaeker       | 1929–2022     | 17. Juli 1979     | 31. Januar 1982   | CVP     | EVP      | Nachrücker: Raphaël Chanterie              |
|      | Fernand Delmotte          | 1920–1998     | 17. Juli 1979     | 30. März 1982     | PS      | SOC      | Nachrücker: Raymonde Dury                  |
|      | Luc Beyer de Ryke         | 1933–2018     | 11. Juli 1980     | 23. Juli 1984     | PRL     | LD       | Nachgerückt für Jean Rey                   |
|      | Pierre Deschamps          | 1921–2008     | 21. Mai 1980      | 23. Juli 1984     | CSP     | EVP      | Nachgerückt für Charles-Ferdinand Nothomb  |
|      | Raymonde Dury             | 1947          | 30. März 1982     | 23. Juli 1984     | PS      | SOC      | Nachgerückt für Fernand Delmotte           |
|      | Paul-Henry Gendebien      | 1939–2024     | 17. Juli 1979     | 23. Juli 1984     | FDF     | NICDI    | Fraktionsbeitritt zur CDI im Dezember 1981 |
|      | Ernest Glinne             | 1931–2009     | 17. Juli 1979     | 23. Juli 1984     | PS      | SOC      |                                            |
|      | Jaak Henckens             | 1933–1981     | 17. Juli 1979     | 7. September 1981 | CVP     | EVP      | Nachrücker: Pol Marck                      |
|      | Fernand Herman            | 1932–2005     | 17. Juli 1979     | 23. Juli 1984     | CSP     | EVP      |                                            |
|      | Anne-Marie Lizin          | 1949–2015     | 17. Juli 1979     | 23. Juli 1984     | PS      | SOC      |                                            |
|      | Pol Marck                 | 1930–2017     | 7. September 1981 | 23. Juli 1984     | CVP     | EVP      | Nachgerückt für Jaak Henckens              |
|      | Victor Michel             | 1915–1982     | 17. Juli 1979     | 5. November 1982  | CSP     | EVP      | Nachrücker: Paul Vankerkhoven              |
|      | Charles-Ferdinand Nothomb | 1936–2023     | 17. Juli 1979     | 21. Mai 1980      | CSP     | EVP      | Nachrücker: Pierre Deschamps               |
|      | Jeanne Pauwelyn           | 1914–1992     | 17. Dezember 1981 | 23. Juli 1984     | PVV-PLP | LD       | Nachgerückt für Willy De Clercq            |
|      | Alphonsine Phlix          | 1928–2011     | 17. Dezember 1981 | 23. Juli 1984     | CVP     | EVP      | Nachgerückt für Léo Tindemans              |
|      | Lucien Radoux             | 1921–1985     | 17. Juli 1979     | 23. Juli 1984     | PS      | SOC      |                                            |
|      | Jean Rey                  | 1902–1983     | 17. Juli 1979     | 11. Juli 1980     | PRL     | LD       | Nachrücker: Luc Beyer de Ryke              |
|      | Antoinette Spaak          | 1928–2020     | 17. Juli 1979     | 23. Juli 1984     | FDF     | NI       |                                            |
|      | Leo Tindemans             | 1922–2014     | 17. Juli 1979     | 17. Dezember 1981 | CVP     | EVP      | Nachrücker: Alphonsine Phlix               |
|      | Jaak Vandemeulebroucke    | 1943          | 12. Februar 1981  | 23. Juli 1984     | VU      | CDI      | Nachgerückt für Maurits Coppieters         |
|      | Herman Vanderpoorten      | 1922–1984     | 17. Juli 1979     | 21. Mai 1980      | PVV-PLP | LD       | Nachrücker: Karel De Gucht                 |
|      | Marcel Vandewiele         | 1920–1999     | 17. Juli 1979     | 23. Juli 1984     | CVP     | EVP      |                                            |
|      | Marijke Van Hemeldonck    | 1931          | 31. Januar 1982   | 23. Juli 1984     | BSP/SP  | SOC      | Nachgerückt für Marcel Colla               |
|      | Paul Vankerkhoven         | 1941          | 9. November 1982  | 23. Juli 1984     | CSP     | EVP      | Nachgerückt für Victor Michel              |
|      | Karel Van Miert           | 1942–2009     | 17. Juli 1979     | 23. Juli 1984     | BSP/SP  | SOC      |                                            |
|      | Eric Van Rompuy           | 1949          | 28. August 1981   | 23. Juli 1984     | CVP     | EVP      | Nachgerückt für Joris Verhaegen            |
|      | Joris Verhaegen           | 1921–1981     | 17. Juli 1979     | 28. August 1981   | CVP     | EVP      | Nachrücker: Eric Van Rompuy                |
|      | Willy Vernimmen           | 1930–2005     | 17. Juli 1979     | 23. Juli 1984     | BSP/SP  | SOC      |                                            |
|      | Joannes Verroken          | 1917–2020     | 17. Juli 1979     | 23. Juli 1984     | CVP     | EVP      |                                            |